# Il romanzo di Tristano e Isotta
(Denis De Rougemont)
Il romanzo di Tristano e Isotta è una riscrittura di Joseph Bédier, uno scrittore e storico francese, del ciclo di romanzi bretoni risalente al Medioevo relativi alla leggenda di Tristano e Isotta. L'autore ha pubblicato quest'opera nel 1900 operando una fusione di elementi tratti de entrambe le redazioni francesi giunte ai giorni nostri (i romanzi di Béroul e di Tommaso d'Inghilterra), oltre all'opera di Richard Wagner (Tristan und Isolde).

## Trama
La storia narra del nobile Tristano, erede spodestato dal trono di Bretagna, che crebbe alla corte dello zio materno, il buon Re Marco di Cornovaglia.
Tristano è nobile e coraggioso e all'arte della spada unisce l'arte della musica, ma non è ben visto dai baroni del regno che non lo considerano il degno erede di Re Marco.
La Cornovaglia inoltre deve affrontare le pretese del Re d'Irlanda, che manda il mostruoso fratello Moroldo a richiedere un tributo, il quale, oltre ad un'enorme quantità di libri di cuoio, argento e infine oro, pretende anche di portare via 300 fanciulli e 300 fanciulle.
Re Marco non tollera ciò, ma è incapace di battersi e nessuno dei suoi baroni sembra intenzionato a difenderlo.
È Tristano che entra in scena e convince Moroldo a battersi su un'isola sperduta all'ultimo sangue. La battaglia non è facile, ma Tristano riesce ad avere la meglio su Moroldo e a tornare al castello, dove il nobile cavaliere rischia però la vita per una ferita riportata nel duello, aggravata dal veleno della spada del cavaliere irlandese.
Secondo la tradizione celtica, in questi casi lo sfortunato guerriero va lasciato alle acque del mare e così Tristano è posto su una zattera e spinto al largo.
La barca naufraga sulle sponde dell'Irlanda e Tristano viene salvato da una bellissima fanciulla, Isotta dai biondi capelli, la figlia del Re. 
Tra i due nasce subito una certa complicità, ma dopo 40 giorni, essendo guarito, Tristano per timore di essere riconosciuto dai cavalieri irlandesi torna in Cornovaglia.
Intanto Isotta viene a sapere della morte dello zio Moroldo e medita vendetta contro il suo assassino. In Cornovaglia i baroni restano stupiti dal ritorno di Tristano, ma intenzionati a non farlo diventare Re, chiedono a Re Marco di sposarsi e di dare allo Stato un erede diretto. Secondo la legge celtica, infatti, se il re non aveva eredi era il figlio della sorella a dover ereditare il regno, e ciò suscitava la loro gelosia.
Marco accetta, ma vuole sposare solo la fanciulla cui appartiene il ricciolo d'oro che una rondine ha condotto fino al suo castello.
Tristano informa il re che la ragazza in questione è la principessa d'Irlanda; perciò il matrimonio, oltre a calmare i baroni, avrebbe favorito la pace.
Tristano torna in Irlanda dove viene a sapere di un editto reale, secondo il quale chiunque fosse riuscito a sconfiggere un Drago che minacciava la città avrebbe potuto sposare la principessa Isotta. Tristano affronta il Drago e lo uccide tagliandogli la lingua come prova, però il veleno lo fa svenire e Aghingherrano il Rosso, un codardo pretendente di Isotta, si prende il merito e porta la testa del drago a palazzo. Il re non crede alle parole di Aghingherrano e rimanda la riunione di 3 giorni. Intanto Isotta va alla ricerca del vero uccisore del mostro e lo trova in punto di morte. Grazie alle loro competenze mediche riescono di nuovo a guarirlo e Isotta gli prepara un bagno. Qui, fa una terribile scoperta: pulendo la spada di Tristano si accorge che manca una parte e la confronta con un frammento di spada che aveva estratto dal cranio di suo zio Moroldo, riconoscendo la sua appartenenza. Furiosa, decide di ucciderlo, ma Tristano è molto abile nel parlare e si salva la vita facendole credere di essere innamorato di lei. Solo dopo aver provato la sua vittoria contro il drago, dice di essere il messaggero di Re Marco.
Prima della partenza d'Isotta, la Regina Madre consegna alla serva di Isotta, Brangenia, un filtro d'amore che farà innamorare Isotta dello sposo, molto più anziano di lei.
Il destino vuole però che Tristano e Isotta, scambiato il filtro per vino, lo bevano, si innamorino e consumino così il loro amore durante il viaggio verso la Cornovaglia.
Isotta non è più vergine, ma la buona ancella Brangenia si offre spontaneamente per la prima notte col re.
Tristano e Isotta non possono smettere di amarsi e con diversi stratagemmi riescono ad incontrarsi segretamente, ma Brangenia non ne è all'oscuro. Anche i baroni se ne accorgono e insistono perché lui venga esiliato; il Re Marco è quindi obbligato a cacciarlo. Tristano e Isotta continuano però a vedersi all'esterno e gli spioni ingaggiano così un nano che conosce l'arte della magia per riuscire a trovare delle prove. Il nano cerca di provare la loro colpevolezza e una notte fa sì che i baroni seguano Isotta con il Re Marco e osservino l'incontro dei due innamorati. Tristano vede il riflesso del re nascosto su un albero e finge di incontrare Isotta solo per capire come mai il Re l'ha cacciato. Isotta capisce e sta al gioco; il re osservando la scena è molto intenerito e si sente in colpa di aver pensato ad un tradimento: fa così tornare Tristano a corte. Il nano viene condannato a morte e scappa, ma il suo lavoro non è finito. I baroni lo chiamano nuovamente e organizzano un piano per dimostrare il tradimento dei due amanti. Questa volta partecipa anche il re e grazie a uno stratagemma Tristano e Isotta vengono scoperti.
I due innamorati vengono così condannati al rogo, una morte vergognosa. Tristano si getta da una cappella ma non muore e riesce così a scappare. Isotta deve essere bruciata, ma interviene un gruppo di lebbrosi. Il loro capo fa capire al re che la regina non merita una morte rapida, ma una morte lenta e laida; propone così di portarla via con sé. 
Tristano intanto con l'aiuto dello scudiero Gorvenale giunge a una strada fuori Tintagel, dove incontra il gruppo di lebbrosi e l'amata. Uccide il capo e prende con sé Isotta, ma sono obbligati a rifugiarsi nella foresta. Qui vivono per un lungo periodo, conducendo una vita umile e selvaggia. Nessuno dei due è contento di vedere l'altro vivere in quel modo. Dopo qualche tempo un forestiero li scopre e si reca a riferirne al re.
Il Re Marco li cerca e li trova addormentati nella foresta; per caso tra i due c'è la spada di Tristano. Il re vede ciò come un simbolo di castità e li perdona, lasciando dei suoi oggetti nella capanna per segnare la sua visita. Al loro risveglio si accorgono di ciò che è successo e iniziano a ripensare a re Marco. Infine capiscono che non possono trascorrere tutta la loro vita là e Tristano decide di far tornare Isotta a corte. Aiutati da un eremita si mettono in contatto con il re, che è contento della loro proposta e accoglie nuovamente Isotta. I baroni, non contenti, vogliono che Isotta giuri di non aver mai tradito il re. Isotta, decisa a non essere più presa di mira, decide di fare il giuramento davanti a Re Marco. Escogita un piano con Tristano e riesce a giurare il vero. Tristano si allontana quindi dalla Cornovaglia e va in Bretagna; in caso di pericolo però ciascuno avrebbe soccorso l'altro. Tristano diventa amico di Caerdino, il figlio del duca Oele e lo aiuta durante una battaglia. Per ricompensarlo, questi gli offre la mano della sorella. Isotta dalle Bianche Mani. Tristano l'accetta per non offendere il suo onore, ma non consumerà mai il matrimonio per restare fedele a Isotta la Bionda. Isotta dalle Bianche Mani è offesa da ciò e ne parla con il fratello. Caerdino affronta Tristano e il giovane è obbligato a raccontargli tutto. In seguito Tristano vuole rivedere Isotta; si finge pazzo e si reca a Tintagel dove si fa riconoscere a fatica. Durante un'imboscata viene gravemente ferito da una punta avvelenata ed è sul punto di morire, perciò chiede a Caerdino di andare in Cornovaglia e scortare Isotta la Bionda che lo avrebbe salvato.
Se Isotta fosse venuta, Caerdino avrebbe dovuto issare una vela bianca, altrimenti una vela nera. L'inviato parla con Isotta e subito si imbarcano verso la Bretagna. Tristano riesce a scorgere una nave ma i suoi occhi offuscati e stanchi non distinguono il colore della vela. Isotta dalle bianche mani, gelosa di quel suo tenace amore, dice al povero Tristano che la vela è nera ed egli muore poco dopo. Isotta dai biondi capelli non fa in tempo a giungere e dopo aver pregato per l'amato gli muore accanto. Per volere di Re Marco i due sventurati sono sepolti in Cornovaglia e dalla tomba di Tristano nasce un nocciolo che si estende fino al sepolcro di Isotta.

## Edizioni
- Joseph Bédier, Il romanzo di Tristano e Isotta, Taddei, Ferrara, 1921,  p. 295.